# Okręty transportowo-minowe projektu 767
Okręty transportowo-minowe projektu 767 typu Lublin – polskie okręty desantowo-minowe, zbudowane w Stoczni Północnej w Gdańsku. Wszystkie okręty desantowe (przeklasyfikowane na transportowo-minowe) zostały zaprojektowane i zbudowane w Polsce.

## Historia
Do prac nad nową generacją większych okrętów desantowych służących do wyładunku uzbrojenia bezpośrednio na brzeg doszło w Polsce w 1977 roku. Efektem tych działań były opracowane w Polsce okręty desantowe, później przeklasyfikowane na transportowo-minowe projektu 767 (typu Lublin). Wstępne projekty stosunkowo silnie uzbrojonych okrętów, w tym w wyrzutnie niekierowanych pocisków rakietowych, zostały jednak odrzucone w 1984 roku (w tym projekty nawiązujące do budowanych dla ZSRR okrętów proj. 775). Ponowne prace projektowe podjęto pod koniec 1984 roku, a prototypowy okręt zamówiono pod koniec kolejnego roku.
Mogą one transportować w odkrytej przelotowej ładowni 9 czołgów podstawowych T-72 lub 17 samochodów lub ich ekwiwalent (w postaci sprzętu wojskowego, zdolnego do pływania lub nie) i 135 żołnierzy desantu morskiego z pełnym wyposażeniem. Są to dość nowoczesne jednostki, o wysokim stosunku masy zabieranego ładunku do wyporności i ciekawych rozwiązaniach, jak możliwość łączenia okrętów ładowniami, jeden do drugiego, tworząc przelotowy ciąg. Uzbrojenie stanowią 4 zestawy ZU-23-2MR Wróbel II, składające się z podwójnego działka 23 mm i dwóch ręcznych pocisków rakietowych plot Strzała-2. Okręty mogą również transportować i stawiać miny, dzięki możliwości szybkiego montażu torów minowych.
W 1983 roku zakładano, że do 2000 roku powstanie aż 18 takich jednostek, zastępujących mniejsze okręty proj. 770 i pochodnych. Rozważano też zaprojektowanie okrętów wsparcia ogniowego desantu proj. 768 i okrętu dowodzenia desantem proj. 769. Na skutek zmian politycznych w Europie oraz problemów finansowych, już w 1988 roku plany zredukowano do sześciu okrętów, a w czerwcu 1989 roku do pięciu. Weszły one do służby w latach 1989-1991. Wszystkie trafiły do 2. Brygady Okrętów Desantowych w Świnoujściu, w 1991 roku przemianowanej na 2. Brygadę Okrętów Transportowo-Minowych. 1 grudnia 1991 roku okręty przeklasyfikowano z okrętów desantowych na transportowo-minowe, co odzwierciedlało odprężenie w Europie i odejście od agresywnych planów desantu w Danii. 1 września 1992 roku brygadę zredukowano do 2. Dywizjonu Okrętów Transportowo-Minowych 8. Flotylli Obrony Wybrzeża.

## Lista jednostek
| Nazwa jednostki | Data podniesienia bandery |
| --------------- | ------------------------- |
| ORP Lublin      | 12 października 1989      |
| ORP Gniezno     | 23 lutego 1990            |
| ORP Poznań      | 8 marca 1991              |
| ORP Toruń       | 24 maja 1991              |
| ORP Kraków      | 27 czerwca 1990           |